# Mieczysław Biernacki (matematyk)
Mieczysław Kwiryn Biernacki (ur. 30 marca 1891 w Lublinie, zm. 21 listopada 1959 tamże) – polski matematyk.

## Życiorys
Urodził w rodzinie Mieczysława Józefa, lekarza, i Zofii Anny z Weysflogów. Miał brata Andrzeja Piotra, lekarza internistę, hematologa, męża Grażyny Bacewicz. Ukończył w 1909 Szkołę Filologiczną im. Stanisława Staszica w Lublinie i podjął studia chemiczne na Uniwersytecie Jagiellońskim. W 1911 został wydalony z uczelni za udział w studenckiej akcji protestacyjnej przeciwko wykładom ks. Kazimierza Zimmermanna. Studia kontynuował na paryskiej Sorbonie. W latach 1914–1920 walczył najpierw jako ochotnik w armii francuskiej, a następnie w szeregach armii gen. Józefa Hallera. W czasie walk ranny i zatruty gazem. 
Po wojnie powrócił do Polski. W 1923 ukończył na poziomie studiów licencjackich studia matematyczne na Sorbonie w Paryżu, gdzie w maju 1928 uzyskał stopień doktora nauk matematycznych na podstawie rozprawy Sur les équations algébriques contenant des paramètres arbitraires przygotowanej pod kierunkiem prof. Pawła  Montela. 
Na uniwersytecie w Wilnie był przez rok starszym asystentem. Od listopada 1929 pracował w Poznaniu jako profesor nadzwyczajny matematyki i kierował aż do wybuchu wojny II Katedrą Matematyki. W 1937 został profesorem zwyczajnym.
Podczas okupacji przebywa w Lublinie i udzielał tam lekcji matematyki, a po wyzwoleniu pozostał w mieście na stałe. Uczestniczył w tworzeniu UMCS w Lublinie, w którym w grudniu 1944 objął kierownictwo Katedry Matematyki.
Od 1946 był członkiem Polskiej Akademii Umiejętności, a od 1949 pracownikiem Instytutu Matematyki PAU. Należał także m.in. do Poznańskiego Towarzystwa Przyjaciół Nauk i Polskiego Towarzystwa Matematycznego (1937–1938 i 1948–1951 wiceprezes). 
W swych pracach zajmował się analizą matematyczną i geometrią. Opublikował 87 prac naukowych, w tym 2–tomowy podręcznik geometrii różniczkowej.
Zmarł w Lublinie 21 listopada 1959 i tam został pochowany.

## Ordery i odznaczenia
- Krzyż Komandorski Orderu Odrodzenia Polski[5]
- Krzyż Kawalerski Orderu Odrodzenia Polski (28 września 1954)[6]
- Złoty Krzyż Zasługi (22 lipca 1950)[7]
- Medal 10-lecia Polski Ludowej (14 stycznia 1955)[8]
- Krzyż Oficerski Orderu Legii Honorowej (Francja, 1936)

## Nagrody
- Nagroda im. Stefana Banacha (1947)[9]
- Państwowa Nagroda Naukowa II stopnia w dziedzinie nauk matematyczno-przyrodniczych za całość, dotychczasowej pracy w dziedzinie matematyki, a w szczególności za dorobek powojenny (1950)[10]